# Saab 9-7X
9-7X je luksuzni terenac švedskog proizvođača automobila Saab, koji se ispočetka prodavao samo u SAD-u, a kasnije i širom svijeta. Prvi je Saab koji se proizvodio u Sjevernoj Americi; ujedno je i najskuplji model Saaba ikad.
Saab 9-7X se temeljio na General Motorsovoj GMT360 platformi. Serijski je imao pogon na sva četiri kotača, kožna sjedala, kotače od slitine veličine 460 mm i bočne zračne jastuke.

## Galerija
- Saab 9-7X
- Unutrašnjost vozila
- Saab 9-7X, Motor Show Bologna 2007

## Vanjske poveznice
- Službena stranica[neaktivna poveznica] (engl.)

### Ostali projekti
|  | Zajednički poslužitelj ima još gradiva o temi Saab 9-7X |